# Chromatosom

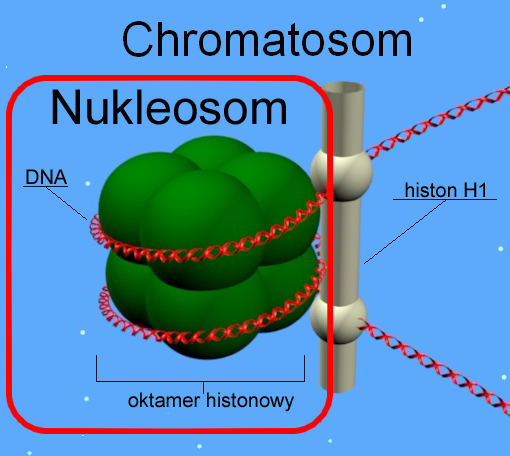
chromatosom

Chromatosom – jednostka strukturalna chromatyny składająca się ze 166 par zasad, oktameru oraz histonu H1. Chromatosomy połączone łącznikowym DNA tworzą nukleofilament.
Nazwę chromatosom wprowadził Robert T. Simpson w 1978 roku.

## Literatura
- Simpson RT. Structure of the chromatosome, a chromatin particle containing 160 base pairs of DNA and all the histones. Biochemistry. 1978 Dec 12;17(25):5524–5531
- Podstawy cytofizjologii - J. Kawiak, J. Mirecka, M. Olszewska, J. Warchoł (ISBN: 83-01-12635-3)